# NGC 2693
NGC 2693 é uma galáxia elíptica (E1) localizada na direcção da constelação de Ursa Major. Possui uma declinação de +51° 20' 52" e uma ascensão recta de 8 horas, 56 minutos e 59,4 segundos.
A galáxia NGC 2693 foi descoberta em 17 de Março de 1790 por William Herschel.